# Viola spathulata
Viola spathulata är en violväxtart som beskrevs av Carl Ludwig von Willdenow, Johann Jakob Roemer och Schult.. Viola spathulata ingår i släktet violer, och familjen violväxter.

## Underarter
Arten delas in i följande underarter:
- V. s. delirensis
- V. s. latifolia